# Vienna (Louisiana)
Vienna város az Amerikai Egyesült Államok Louisiana államában, Lincoln megyében. Lakosainak száma 483 fő (2020. április 1.).

## Népesség
A település népességének változása:
| Lakosok száma | 424  | 386  | 483  |
|               | 2000 | 2010 | 2020 |